# Zire 72

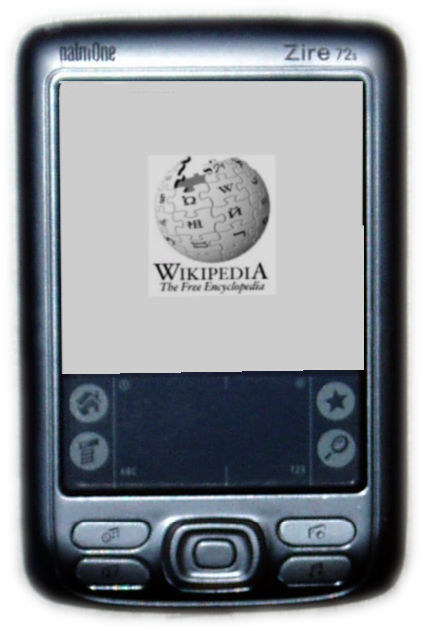
КПК Zire 72s

Zire 72 - карманный персональный компьютер фирмы Palm, Inc, представленный в 2004 году. Это второй КПК этой фирмы с интегрированной в него цифровой камерой. Модель оснащена 32 мегабайтами ОЗУ, процессором Intel PXA270 частотой 312 МГц, разъёмом для подключения карт Secure Digital (с поддержкой SDIO и MMC), встроенным микрофоном, Bluetooth-интерфейсом, инфракрасным портом, цветным сенсорным экраном (разрешение 320х320 точек), цифровой камерой разрешением 1,2 мегапикселя с возможностью снимать видео. Устройство работает под управлением операционной системы Palm OS v5.2.8. Спустя некоторое время после выхода модели, после жалоб пользователей на облезающее синее покрытие окантовки КПК была выпущена модель Zire 72s, отличающася только отсутствием синего покрытия.